# Liste der Bodendenkmäler in Wassertrüdingen
Auf dieser Seite sind die Bodendenkmäler in der mittelfränkischen Stadt Wassertrüdingen zusammengestellt. Diese Tabelle ist eine Teilliste der Liste der Bodendenkmäler in Bayern. Grundlage ist die Bayerische Denkmalliste, die auf Basis des Bayerischen Denkmalschutzgesetzes vom 1. Oktober 1973 erstmals erstellt wurde und seither durch das Bayerische Landesamt für Denkmalpflege geführt wird. Die folgenden Angaben ersetzen nicht die rechtsverbindliche Auskunft der Denkmalschutzbehörde.

## Bodendenkmäler in Wassertrüdingen

### Gemarkung Altentrüdingen
| Lage                      | Objekt                                                            | Akten-Nr.     | Bild |
| ------------------------- | ----------------------------------------------------------------- | ------------- | ---- |
| Altentrüdingen (Standort) | Mittelalterlicher Burgstall.                                      | D-5-6929-0028 |      |
| Altentrüdingen (Standort) | Römische Villa rustica, Siedlung vorgeschichtlicher Zeitstellung. | D-5-6929-0030 |      |
| Altentrüdingen (Standort) | Siedlung des Neolithikums.                                        | D-5-6929-0169 |      |
| Altentrüdingen (Standort) | Siedlung der Frühbronzezeit und der Latènezeit.                   | D-5-6929-0200 |      |
| Altentrüdingen (Standort) | Siedlung vorgeschichtlicher Zeitstellung.                         | D-5-6929-0201 |      |
| Altentrüdingen (Standort) | Siedlung der Latènezeit.                                          | D-5-6929-0242 |      |

### Gemarkung Auhausen
| Lage                | Objekt                                                | Akten-Nr.     | Bild |
| ------------------- | ----------------------------------------------------- | ------------- | ---- |
| Auhausen (Standort) | Siedlung der Urnenfelder-, Hallstatt- und Latènezeit. | D-7-6929-0010 |      |

### Gemarkung Fürnheim
| Lage                | Objekt | Akten-Nr.     | Bild |
| ------------------- | --- | ------------- | ---- |
| Fürnheim (Standort) | Viereckschanze der Latènezeit.                                                                                             | D-5-6929-0033 |      |
| Fürnheim (Standort) | Mittelalterliche oder frühneuzeitliche Kapellenwüstung Zum heiligen Blut.                                                  | D-5-6929-0035 |      |
| Fürnheim (Standort) | Bestattungsplatz der Bronzezeit.                                                                                           | D-5-6929-0036 |      |
| Fürnheim (Standort) | Bestattungsplatz der römischen Kaiserzeit.                                                                                 | D-5-6929-0039 |      |
| Fürnheim (Standort) | Wüstung des späten Mittelalters und der frühen Neuzeit.                                                                    | D-5-6929-0187 |      |
| Fürnheim (Standort) | Siedlung vorgeschichtlicher Zeitstellung und der römischen Kaiserzeit, Köhlerei des Mittelalters.                          | D-5-6929-0203 |      |
| Fürnheim (Standort) | Mittelalterliche und frühneuzeitliche Befunde im Bereich der Evangelisch-Lutherischen Pfarrkirche, ehemalige St. Nikolaus. | D-5-6929-0229 |      |

### Gemarkung Geilsheim
| Lage                 | Objekt | Akten-Nr.     | Bild |
| -------------------- | --- | ------------- | ---- |
| Geilsheim (Standort) | Grabhügel vorgeschichtlicher Zeitstellung. | D-5-6929-0027 |      |
| Geilsheim (Standort) | Bestattungsplatz der Bronzezeit. | D-5-6929-0040 |      |
| Geilsheim (Standort) | Grabhügel vorgeschichtlicher Zeitstellung. | D-5-6929-0041 |      |
| Geilsheim (Standort) | Siedlung vorgeschichtlicher Zeitstellung. | D-5-6929-0042 |      |
| Geilsheim (Standort) | Siedlung der römischen Kaiserzeit. | D-5-6929-0043 |      |
| Geilsheim (Standort) | Siedlung des Neolithikums, der Urnenfelderzeit und der Latènezeit.                                                                             | D-5-6929-0044 |      |
| Geilsheim (Standort) | Siedlung des Neolithikums, der Bronzezeit und der Hallstattzeit.                                                                               | D-5-6929-0045 |      |
| Geilsheim (Standort) | Villa rustica und Brandgräber der römischen Kaiserzeit, Siedlung des Neolithikums und der Völkerwanderungszeit.                                | D-5-6929-0047 |      |
| Geilsheim (Standort) | Grabhügel der Hallstattzeit, Siedlung vorgeschichtlicher Zeitstellung.                                                                         | D-5-6929-0048 |      |
| Geilsheim (Standort) | Siedlung vor- und frühgeschichtlicher Zeitstellung.                                                                                            | D-5-6929-0050 |      |
| Geilsheim (Standort) | Römische Villa rustica. | D-5-6929-0051 |      |
| Geilsheim (Standort) | Freilandstation des Mesolithikums, Siedlung des Neolithikums, der Bronzezeit und Urnenfelderzeit, der Latènezeit und der römischen Kaiserzeit. | D-5-6929-0188 |      |
| Geilsheim (Standort) | Mittelalterliche und frühneuzeitliche Befunde im Bereich der Ev. Pfarrkirche, ehemalige Hl. Kreuz.                                             | D-5-6929-0232 |      |
| Geilsheim (Standort) | Mittelalterliche und frühneuzeitliche Befunde im Bereich der Ev. Kapelle, ehemalige St. Andreas.                                               | D-5-6929-0233 |      |
| Geilsheim (Standort) | Bestattungsplatz vorgeschichtlicher Zeitstellung mit Grabhügeln.                                                                               | D-5-6930-0165 |      |
| Geilsheim (Standort) | Siedlung des Neolithikums. | D-5-6930-0168 |      |
| Geilsheim (Standort) | Siedlung des Neolithikums. | D-5-6930-0284 |      |

### Gemarkung Obermögersheim
| Lage                      | Objekt | Akten-Nr.     | Bild                       |
| ------------------------- | --- | ------------- | -------------------------- |
| Obermögersheim (Standort) | Grabhügel der Hallstattzeit. | D-5-6929-0052 |                            |
| Obermögersheim (Standort) | Siedlung des Neolithikums. | D-5-6929-0057 |                            |
| Obermögersheim (Standort) | Straße der römischen Kaiserzeit. | D-5-6929-0058 |                            |
| Obermögersheim (Standort) | Siedlung des Jungneolithikums, der Urnenfelderzeit, der römischen Kaiserzeit sowie des frühen und hohen Mittelalters.                      | D-5-6929-0199 |                            |
| Obermögersheim (Standort) | Mittelalterliche und frühneuzeitliche Befunde im Bereich der Evangelisch-Lutherischen Pfarrkirche, ehemalige St. Anna.                     | D-5-6929-0235 |                            |
| Obermögersheim (Standort) | Mittelalterliche und frühneuzeitliche Befunde im Bereich der Evangelisch-Lutherischen Friedhofskirche, ehemalige St. Martin.               | D-5-6929-0236 |                            |
| Obermögersheim (Standort) | Mittelalterlicher Burgstall, frühneuzeitlicher Herrensitz.                                                                                 | D-5-6929-0237 | Bodendenkmal D-5-6929-0237 |
| Obermögersheim (Standort) | Siedlung vorgeschichtlicher Zeitstellung.                                                                                                  | D-5-6929-0249 |                            |
| Obermögersheim (Standort) | Mittelalterlicher Burgstall, frühneuzeitliches Schloss.                                                                                    | D-5-6930-0171 |                            |
| Obermögersheim (Standort) | Siedlung der römischen Kaiserzeit und des Mittelalters, Schürfgruben vor- und frühgeschichtlicher Zeitstellung.                            | D-5-6930-0182 |                            |
| Obermögersheim (Standort) | Abschnittsbefestigung vor- und frühgeschichtlicher Zeitstellung, Siedlung der Späthallstatt- und Frühlatènezeit, Wüstung des Mittelalters. | D-5-6930-0198 |                            |
| Obermögersheim (Standort) | Siedlung vorgeschichtlicher Zeitstellung.                                                                                                  | D-5-6930-0282 |                            |
| Obermögersheim (Standort) | Siedlung vorgeschichtlicher Zeitstellung.                                                                                                  | D-5-6930-0283 |                            |

### Gemarkung Reichenbach
| Lage                   | Objekt                                              | Akten-Nr.     | Bild |
| ---------------------- | --------------------------------------------------- | ------------- | ---- |
| Reichenbach (Standort) | Siedlung vor- und frühgeschichtlicher Zeitstellung. | D-5-6929-0060 |      |
| Reichenbach (Standort) | Siedlung vor- und frühgeschichtlicher Zeitstellung. | D-5-6929-0061 |      |

### Gemarkung Schobdach
| Lage                 | Objekt | Akten-Nr.     | Bild |
| -------------------- | --- | ------------- | ---- |
| Schobdach (Standort) | Siedlung vorgeschichtlicher Zeitstellung, der Latènezeit sowie der römischen Kaiserzeit.                                                                        | D-5-6929-0197 |      |
| Schobdach (Standort) | Freilandstation des Mesolithikums, Siedlung des Neolithikums und der Latènezeit.                                                                                | D-5-6929-0198 |      |
| Schobdach (Standort) | Mittelalterliche und frühneuzeitliche Befunde im Bereich der Evangelisch-Lutherischen Filialkirche, ehemalige katholischen Wallfahrtskirche Vierzehn Nothelfer. | D-5-6929-0241 |      |

### Gemarkung Seglohe
| Lage               | Objekt                           | Akten-Nr.     | Bild |
| ------------------ | -------------------------------- | ------------- | ---- |
| Seglohe (Standort) | Straße der römischen Kaiserzeit. | D-7-6929-0200 |      |

### Gemarkung Unterschwaningen
| Lage                        | Objekt | Akten-Nr.     | Bild |
| --------------------------- | --- | ------------- | ---- |
| Unterschwaningen (Standort) | Kastell, vicus und villa rustica der römischen Kaiserzeit, außerdem Siedlung des Mittelneolithikums, der Urnenfelderzeit und der jüngeren Latènezeit. | D-5-6929-0080 |      |
| Unterschwaningen (Standort) | Straße der römischen Kaiserzeit. | D-5-6929-0081 |      |

### Gemarkung Wassertrüdingen
| Lage                       | Objekt | Akten-Nr.     | Bild |
| -------------------------- | --- | ------------- | ---- |
| Wassertrüdingen (Standort) | Straße der römischen Kaiserzeit. | D-5-6929-0018 |      |
| Wassertrüdingen (Standort) | Grabhügel vorgeschichtlicher Zeitstellung. | D-5-6929-0019 |      |
| Wassertrüdingen (Standort) | Grabhügel mit Bestattungen vorgeschichtlicher Zeitstellung. | D-5-6929-0020 |      |
| Wassertrüdingen (Standort) | Siedlung der Späthallstattzeit. | D-5-6929-0024 |      |
| Wassertrüdingen (Standort) | Siedlung der Hallstattzeit. | D-5-6929-0025 |      |
| Wassertrüdingen (Standort) | Mittelalterliche und frühneuzeitliche Befunde im Bereich des ehemaligen Schlosses Wassertrüdingen.                                                                 | D-5-6929-0176 |      |
| Wassertrüdingen (Standort) | Mittelalterliche und frühneuzeitliche Befunde im Bereich der Altstadt von Wassertrüdingen.                                                                         | D-5-6929-0221 |      |
| Wassertrüdingen (Standort) | Untertägige Teile der mittelalterliche Stadtbefestigung von Wassertrüdingen.                                                                                       | D-5-6929-0222 |      |
| Wassertrüdingen (Standort) | Mittelalterliche und frühneuzeitliche Befunde im Bereich der Oberen Vorstadt von Wassertrüdingen.                                                                  | D-5-6929-0223 |      |
| Wassertrüdingen (Standort) | Mittelalterliche und frühneuzeitliche Befunde im Bereich der Unteren Vorstadt von Wassertrüdingen (Schobdacher Vorstadt).                                          | D-5-6929-0224 |      |
| Wassertrüdingen (Standort) | Mittelalterliche und frühneuzeitliche Befunde im Bereich der Evangelisch-Lutherischen Pfarrkirche Hl. Dreifaltigkeit und ihrer Vorgängerbauten in Wassertrüdingen. | D-5-6929-0225 |      |
| Wassertrüdingen (Standort) | Mittelalterliche und frühneuzeitliche Befunde im Bereich der ehemalige Wassermühle (sog. Stadtmühle).                                                              | D-5-6929-0226 |      |
| Wassertrüdingen (Standort) | Untertägige Teile der abgegangenen mittelalterliche Michaelskapelle in Wassertrüdingen.                                                                            | D-5-6929-0243 |      |
| Wassertrüdingen (Standort) | Mittelalterliche und frühneuzeitliche archäologische Befunde im Bereich der ehemalige Synagoge von Wassertrüdingen.                                                | D-5-6929-0245 |      |
| Wassertrüdingen (Standort) | Grabhügel vorgeschichtlicher Zeitstellung. | D-5-6929-0246 |      |